# Zatoka Eubejska Północna
Zatoka Eubejska Północna (gr. Βόρειος Ευβοϊκός κόλπος, Worios Ewoikos Kolpos) – zatoka Morza Egejskiego, oddzielająca wyspę Eubeę od lądu stałego Grecji. Na południowym wschodzie łączy się przez wąską cieśninę Ewripos z Zatoką Eubejską Południową. W obrębie zatoki leży archipelag Lichades.